# Pseudobeltrania cedrelae
Pseudobeltrania cedrelae är en svampart som beskrevs av Henn. 1902. Pseudobeltrania cedrelae ingår i släktet Pseudobeltrania, divisionen sporsäcksvampar och riket svampar.   Inga underarter finns listade i Catalogue of Life.